# Mesochorus panamensis
Mesochorus panamensis là một loài tò vò trong họ Ichneumonidae.